# Лицензия MIT
Лицензия MIT (англ. MIT License) — лицензия свободного программного обеспечения, разработанная Массачусетским технологическим институтом. Одна из самых ранних свободных лицензий, относительно проста, иллюстрирует некоторые из основных принципов лицензирования свободного программного обеспечения, при этом является разрешительной лицензией (не является копилефтом), то есть позволяет использовать MIT-код в закрытом программном обеспечении.
GPL-совместима, то есть код под лицензией MIT допустимо перелицензировать или включать в GPL-код.
По мнению Free Software Foundation, лучше использовать название X11 License, так как в прошлом MIT использовал много лицензий, и в текущем виде она была написана для X Window System. Также часто идентифицируется как «лицензия Expat» (в связи с использованием в библиотеке Expat).
Кроме X Window System (X11) и Expat, среди программного обеспечения, выпускающегося под этой лицензией — MetaKit, PuTTY, Mono, Ruby on Rails, Twisted, JQuery, Prototype, Wayland.

## Текст лицензии
Неофициальный перевод текста лицензии:

Copyright (c) <год> <владельцы прав>
Данная лицензия разрешает лицам, получившим копию данного программного обеспечения и сопутствующей документации (далее — Программное обеспечение), безвозмездно использовать Программное обеспечение без ограничений, включая неограниченное право на использование, копирование, изменение, слияние, публикацию, распространение, сублицензирование и/или продажу копий Программного обеспечения, а также лицам, которым предоставляется данное Программное обеспечение, при соблюдении следующих условий:
Указанное выше уведомление об авторском праве и данные условия должны быть включены во все копии или значимые части данного Программного обеспечения.
ДАННОЕ ПРОГРАММНОЕ ОБЕСПЕЧЕНИЕ ПРЕДОСТАВЛЯЕТСЯ «КАК ЕСТЬ», БЕЗ КАКИХ-ЛИБО ГАРАНТИЙ, ЯВНО ВЫРАЖЕННЫХ ИЛИ ПОДРАЗУМЕВАЕМЫХ, ВКЛЮЧАЯ ГАРАНТИИ ТОВАРНОЙ ПРИГОДНОСТИ, СООТВЕТСТВИЯ ПО ЕГО КОНКРЕТНОМУ НАЗНАЧЕНИЮ И ОТСУТСТВИЯ НАРУШЕНИЙ, НО НЕ ОГРАНИЧИВАЯСЬ ИМИ. НИ В КАКОМ СЛУЧАЕ АВТОРЫ ИЛИ ПРАВООБЛАДАТЕЛИ НЕ НЕСУТ ОТВЕТСТВЕННОСТИ ПО КАКИМ-ЛИБО ИСКАМ, ЗА УЩЕРБ ИЛИ ПО ИНЫМ ТРЕБОВАНИЯМ, В ТОМ ЧИСЛЕ, ПРИ ДЕЙСТВИИ КОНТРАКТА, ДЕЛИКТЕ ИЛИ ИНОЙ СИТУАЦИИ, ВОЗНИКШИМ ИЗ-ЗА ИСПОЛЬЗОВАНИЯ ПРОГРАММНОГО ОБЕСПЕЧЕНИЯ ИЛИ ИНЫХ ДЕЙСТВИЙ С ПРОГРАММНЫМ ОБЕСПЕЧЕНИЕМ.
Оригинальный текст (англ.)
Copyright (c) <year> <copyright holders>

Permission is hereby granted, free of charge, to any person obtaining a copy of this software and associated documentation files (the "Software"), to deal in the Software without restriction, including without limitation the rights to use, copy, modify, merge, publish, distribute, sublicense, and/or sell copies of the Software, and to permit persons to whom the Software is furnished to do so, subject to the following conditions:

The above copyright notice and this permission notice shall be included in all copies or substantial portions of the Software.

THE SOFTWARE IS PROVIDED "AS IS", WITHOUT WARRANTY OF ANY KIND, EXPRESS OR IMPLIED, INCLUDING BUT NOT LIMITED TO THE WARRANTIES OF MERCHANTABILITY, FITNESS FOR A PARTICULAR PURPOSE AND NONINFRINGEMENT. IN NO EVENT SHALL THE AUTHORS OR COPYRIGHT HOLDERS BE LIABLE FOR ANY CLAIM, DAMAGES OR OTHER LIABILITY, WHETHER IN AN ACTION OF CONTRACT, TORT OR OTHERWISE, ARISING FROM, OUT OF OR IN CONNECTION WITH THE SOFTWARE OR THE USE OR OTHER DEALINGS IN THE SOFTWARE.

— Open Source Initiative OSI - The MIT License:Licensing (англ.). — Шаблон лицензии MIT. Официальный текст. Дата обращения: 7 июля 2010. Архивировано 16 февраля 2012 года.

## Использование
Поскольку копирайт на данную лицензию отсутствует, другие группы имеют право использовать и изменять её для удовлетворения своих целей. Например, Фонд свободного программного обеспечения использовал схожую лицензию для своей библиотеки ncurses, добавив следующий абзац:

Кроме содержимого в этом уведомлении, имя (имена) вышеуказанных держателей авторских прав не должно быть использовано в рекламе или иным способом, чтобы увеличивать продажу, использование или другие работы в этом Программном обеспечении без предшествующего письменного разрешения.
Оригинальный текст (англ.)
Except as contained in this notice, the name(s) of the above copyright holders shall not be used in advertising or otherwise to promote the sale, use or other dealings in this Software without prior written authorization.

Добавление этого абзаца сделало текст почти идентичным «новой» Лицензии BSD.
В то же время, другие группы предпочитают двойное лицензирование для своих продуктов. Например, старые версии библиотеки cURL допускали выбор использования Mozilla Public License или лицензии MIT.
В соответствии со списком Фонда свободного ПО, приведённую выше лицензию MIT более правильно называть лицензией Expat, поскольку МТИ имеет слишком много лицензий под своим именем, а другую — лицензией X11. Однако Движение Open Source называет лицензию Expat лицензией MIT, а лицензии X11 у них вообще нет, зато есть похожая лицензия X.Net, от которой отказались её авторы.

## Сравнение
Лицензия MIT более всего соответствует трёхпунктной Лицензии BSD, отличаясь лишь пунктом, запрещающим использование «доброго имени» держателя авторских прав в рекламе.
Четырёхпунктная лицензия BSD также включает подобный пункт, обязывающий все рекламные материалы отображать эту лицензию, в отличие от лицензии MIT. Последняя также более явно говорит о правах конечного пользователя, включая права использования, копирования, изменения, включения в другой исходный код, публикации, распространения, сублицензировании или продажи лицензированного программного обеспечения.
Двухпунктная лицензия на Apple Computer WebCore (хотя большая часть WebCore распространяется по лицензии LGPL) также считается практически идентичной лицензии MIT, не включающей «рекламного» пункта.
Лицензия считается[кем?] академической лицензией, то есть признана годной к использованию в сфере научных разработок.